# دين بيير
دين بيير (بالإنجليزية: Dean Peer)‏ (8 أغسطس 1969 في المملكة المتحدة - ) هو لاعب كرة قدم بريطاني في مركز الوسط. لعب مع برمنغهام سيتي وشروزبري تاون ونادي نورثامبتون تاون ونادي والسول ونادي مانسفيلد تاون ونادي سوليهول لكرة القدم ونادي موور غرين لكرة القدم وEvesham United F.C. ‏.

## وصلات خارجية
- دين بيير على موقع قاعدة بيانات كرة القدم.إي يو (الإنجليزية)
- دين بيير على موقع Soccerbase.com (لاعب) (الإنجليزية)